# The Meadows
The Meadows är en park i Storbritannien.   Den ligger i kommunen City of Edinburgh och riksdelen Skottland, i den centrala delen av landet, 500 km norr om huvudstaden London. The Meadows ligger 79 meter över havet.
Terrängen runt The Meadows är platt åt nordost, men åt sydväst är den kuperad. Havet är nära The Meadows åt nordost. Runt The Meadows är det tätbefolkat, med 297 invånare per kvadratkilometer. Närmaste större samhälle är Edinburgh, 1,2 km norr om The Meadows. Trakten runt The Meadows består i huvudsak av gräsmarker.